# Мірза Делібашич
Мірза Делібашич (сербохорв. Mirza Delibašić / Мирза Делибашић; 9 січня 1954, Тузла — 8 грудня 2001, Сараєво) — югославський баскетболіст, один з найкращих гравців в історії Югославії. Грав на позиціях розігруючого захисника, атакувального захисника і легкого форварда за баскетбольні клуби «Слобода», «Босна» та «Реал Мадрид». У складі збірної Югославії ставав переможцем чемпіонатів Європи 1975 та 1977 років, чемпіонату світу 1978 року та Олімпійських ігор 1980 року. У 2000 році визнаний найкращим спортсменом Боснії та Герцеговини XX століття.

## Кар'єра
У дитинстві серйозно займався тенісом і навіть ставав чемпіоном Боснії і Герцеговини серед юніорів, але у 15 років вирішив змінити вид спорту. На його рішення вплинуло два фактори: у Тузлі не було критих тенісних кортів, а тому грати та тренуватися можна було лише влітку, до того ж на турнір до Чехословаччини замість Мірзи вирушив інший спортсмен, менш талановитий син місцевого політика, що дуже засмутило Делібашича.

### «Слобода»
Вперше прийшовши на тренування «Слободи» восени 1968 року, Делібашич відіграв у команді 4 роки. Ведений ним скромний клуб у 1971 році виграв Кубок Боснії і Герцеговини.

### «Босна»
Влітку 1972 року Мірза Делібашич, який на той момент вважався найталановитішим баскетболістом югославської молодіжної збірної, став гравцем сараївської «Босни», яка щойно домоглася підвищення в класі і вийшла в першу лігу. За Делібашича боролися кілька іменитих клубів, він навіть провів цілий місяць у белградському «Партизані», але у підсумку віддав перевагу Сараєву. У складі «Босни» Мірза Делібашич дебютував у матчі проти сплітської «Югопластики». Поступово команда увійшла до лідерів югославського баскетболу, посівши 3-тє місце у сезоні 1975/76. Делібашич, найчастіше грав на позиціях розігруючого і легкого форварда, був головною зіркою «Босни», його навіть запрошував клуб НБА «Атланта Гокс», але Мірза не наважився на переїзд до США.
У сезоні 1977/78 «Босна» вперше стала чемпіоном Югославії, а наступної весни прийшов і європейський успіх. У розіграші Кубка європейських чемпіонів клуб виступав впевнено і у фіналі, що проходив 5 квітня 1979 року у Греноблі, обіграв італійський «Емерсон» з рахунком 96:93, Делібашич набрав за матч 30 очок. «Босна» першою з югославських команд виграла цей почесний трофей. Сезон 1979/80 ознаменувався другим югославським чемпіонством «Босни», а у розіграшах КЕЧ-1979/80 та 1980/81 команда посіла відповідно 3-тє та 4-те місця у фінальних групах.
Усього за «Босну» Делібашич зіграв 700 матчів і набрав близько 14 000 очок.

### «Реал»
Влітку 1981 року Мірза Делібашич став гравцем мадридського «Реала». Він не тільки став першим іноземцем-неамериканцем, а й найоплачуванішим баскетболістом в історії «королівського клубу». У «Реалі» Делібашич швидко став улюбленцем уболівальників і допоміг клубу виграти Міжконтинентальний кубок 1981 року та чемпіонат Іспанії за рік.
Під час передсезонної підготовки у серпні 1983 року у Делібашича стався інсульт. У баскетбол він повернутися вже не зміг, до того ж продовжував багато курити та зловживати алкоголем, попри заборони лікарів.
Відігравши в «Реалі» лише два сезони, Мірза Делібашич став легендою «вершкових». В опитуванні до 75-річчя клубу Делібашич посів 8-ме місце у списку найкращих гравців в історії «Реала».

### Збірна Югославії
Мірза Делібашич двічі ставав чемпіоном Європи у складі юніорської збірної Югославії.
За першу збірну Югославії зіграв 176 матчів і набрав 1759 очок. Як частина «золотого покоління» югославського баскетболу, був одним із найяскравіших гравців збірної другої половини 1970-х років. У її складі двічі вигравав чемпіонат Європи, чемпіонат світу 1978 року та олімпійський турнір на іграх у Москві.

## Смерть і пам'ять
Майже всю боснійську війну Делібашич перебував у Сараєві. У середині 1990-х років працював директором у словенському «Маріборі». 2000 року Делібашича визнали найкращим спортсменом Боснії і Герцеговини XX століття.
Ппомер у Сараєві 8 грудня 2001 року від серйозної хвороби, спричиненої алкоголізмом. Останнім часом він обіймав посаду директора «Босни». Після його смерті низка матчів Євроліги 2001/02 починалася з хвилини мовчання на згадку про Делібашича. 2007 року Делібашич був включений до Зали слави ФІБА, 2008 року — до списку 50 осіб, які зробили найбільший внесок у розвиток Євроліги.
Ім'я Мірзи Делібашича названо палац спорту, в якому «Босна» проводить домашні матчі.

## Досягнення

### Клубні
- Чемпіон Югославії (2): 1977/78, 1979/80
- Чемпіон Іспанії: 1981/82
- Володар Кубка європейських чемпіонів: 1978/79
- Володар Міжконтинентального кубка: 1981

### У збірній
- Олімпійський чемпіон: 1980
- Срібний призер Олімпійських ігор: 1976
- Чемпіон світу: 1978
- Бронзовий призер чемпіонату світу: 1982
- Чемпіон Європи (2): 1975, 1977
- Срібний призер чемпіонату Європи: 1981
- Бронзовий призер чемпіонату Європи: 1979
- Переможець Середземноморських ігор (2): 1975, 1979